# Incidenti mortali del Motomondiale
Questa è una lista di incidenti mortali nel Motomondiale nella quale sono presenti tutti i piloti che sono morti durante un fine settimana (prove libere, qualifiche o gara) di un Gran Premio valido per il Motomondiale.
Dei 106 piloti morti in totale, Ben Drinkwater è stata la prima vittima, il 13 giugno 1949, proprio nella prima gara valida per il neonato Motomondiale, mentre l'ultima è stata Jason Dupasquier, il 30 maggio 2021.
Nella storia del motomondiale si contano anche due decessi fra il personale addetto alla sicurezza: l'irlandese Albert Walter, commissario di gara morto all'Ulster GP del 1961 e il pompiere spagnolo Salvador Font investito da Katayama al Gran Premio di Spagna del 1974.

## Lista dei piloti deceduti
| Pilota             | Data dell'incidente | Gara                                                               | Sessione   | Motocicletta    |
| ------------------ | ------------------- | ------------------------------------------------------------------ | ---------- | --------------- |
| Ben Drinkwater     | 13 giugno 1949      | Tourist Trophy                                                     | Gara       | Norton          |
| Dario Ambrosini    | 15 luglio 1951      | Gran Premio di Francia                                             | Prove      | Benelli         |
| Gianni Leoni       | 15 agosto 1951      | Gran Premio dell'Ulster                                            | Prove      | Moto Guzzi      |
| Sante Geminiani    | 15 agosto 1951      | Gran Premio dell'Ulster                                            | Prove      | Moto Guzzi      |
| Ercole Frigerio    | 18 maggio 1952      | Gran Premio di Svizzera                                            | Gara       | Gilera          |
| Leslie Graham      | 12 giugno 1953      | Tourist Trophy                                                     | Gara       | MV Agusta       |
| Gordon Laing       | 4 luglio 1954       | Gran Premio del Belgio                                             | Gara       | Norton          |
| Rupert Hollaus     | 11 settembre 1954   | Gran Premio delle Nazioni                                          | Prove      | NSU             |
| Roberto Colombo    | 6 luglio 1957       | Gran Premio del Belgio                                             | Prove      | MV Agusta       |
| Adolfo Covi        | 7 settembre 1959    | Gran Premio delle Nazioni                                          | Gara       | Norton          |
| Bob Brown          | 23 luglio 1960      | Gran Premio della Germania Ovest                                   | Prove      | Honda           |
| Bill Ivy           | 12 luglio 1969      | Gran Premio della Germania Est                                     | Prove      | Jawa            |
| Robin Fitton       | 2 maggio 1970       | Gran Premio della Germania Ovest                                   | Prove      | Norton          |
| Santiago Herrero   | 10 giugno 1970      | Tourist Trophy                                                     | Gara       | OSSA            |
| Christian Ravel    | 4 luglio 1971       | Gran Premio motociclistico del Belgio                              | Gara       | Kawasaki        |
| Günter Bartusch    | 8 luglio 1971       | Gran Premio motociclistico della Germania Est                      | Prove      | MZ              |
| Gilberto Parlotti  | 9 giugno 1972       | Tourist Trophy                                                     | Gara       | Morbidelli      |
| Renzo Pasolini     | 20 maggio 1973      | Gran Premio delle Nazioni                                          | Gara       | Harley-Davidson |
| Jarno Saarinen     | 20 maggio 1973      | Gran Premio delle Nazioni                                          | Gara       | Yamaha          |
| Billie Nelson      | 8 settembre 1974    | Gran Premio motociclistico di Jugoslavia                           | Gara       | Yamaha          |
| Paolo Tordi        | 16 maggio 1976      | Gran Premio delle Nazioni                                          | Gara       | Yamaha          |
| Otello Buscherini  | 16 maggio 1976      | Gran Premio delle Nazioni                                          | Gara       | Yamaha          |
| Pat Evans          | 3 aprile 1977       | 200 Miglia di Imola                                                | Gara       | Yamaha          |
| Hans Stadelmann    | 1º maggio 1977      | Gran Premio motociclistico d'Austria                               | Gara       | Yamaha          |
| Giovanni Ziggiotto | 18 giugno 1977      | Gran Premio motociclistico di Jugoslavia                           | Gara       | Harley-Davidson |
| Ulrich Graf        | 19 giugno 1977      | Gran Premio motociclistico di Jugoslavia                           | Gara       | Kreidler        |
| Patrick Pons       | 12 agosto 1980      | Gran Premio motociclistico di Gran Bretagna                        | Gara       | Yamaha          |
| Malcolm White      | 12 agosto 1980      | Gran Premio motociclistico di Gran Bretagna                        | Gara       | Yamaha          |
| Michel Rougerie    | 31 maggio 1981      | Gran Premio motociclistico di Jugoslavia                           | Gara       | Yamaha          |
| Sauro Pazzaglia    | 11 luglio 1981      | Gran Premio motociclistico di San Marino                           | Prove      | MBA             |
| Alain Béraud       | 30 agosto 1981      | Gran Premio motociclistico di Cecoslovacchia                       | Gara       | Yamaha          |
| Jock Taylor        | 15 agosto 1982      | Gran Premio motociclistico di Finlandia                            | Gara       | Windle/Yamaha   |
| Iwao Ishikawa      | 29 marzo 1983       | Gran Premio motociclistico di Francia                              | Prove      | Suzuki          |
| Michel Frutschi    | 3 aprile 1983       | Gran Premio motociclistico di Francia                              | Gara       | Honda           |
| Rolf Rüttimann     | 12 giugno 1983      | Gran Premio motociclistico di Jugoslavia                           | Gara       | MBA             |
| Norman Brown       | 31 luglio 1983      | Gran Premio motociclistico di Gran Bretagna                        | Gara       | Suzuki          |
| Peter Huber        | 31 luglio 1983      | Gran Premio motociclistico di Gran Bretagna                        | Gara       | Suzuki          |
| Kevin Wrettom      | 12 luglio 1984      | Gran Premio motociclistico del Belgio                              | Prove      | Suzuki          |
| Alfred Heck        | 21 luglio 1988      | Gran Premio motociclistico di Francia                              | Prove      | LCR             |
| Ivan Palazzese     | 28 maggio 1989      | Gran Premio motociclistico della Germania Ovest                    | Gara       | Aprilia         |
| Nobuyuki Wakai     | 1º maggio 1993      | Gran Premio motociclistico di Spagna                               | Qualifiche | Suzuki          |
| Simon Prior        | 12 giugno 1994      | Gran Premio motociclistico di Germania                             | Gara       | LCR/ADM         |
| Daijirō Katō       | 6 aprile 2003       | Gran Premio motociclistico del Giappone                            | Gara       | Honda           |
| Shōya Tomizawa     | 5 settembre 2010    | Gran Premio motociclistico di San Marino e della Riviera di Rimini | Gara       | Suter           |
| Marco Simoncelli   | 23 ottobre 2011     | Gran Premio motociclistico della Malesia                           | Gara       | Honda           |
| Luis Salom         | 3 giugno 2016       | Gran Premio motociclistico di Catalogna                            | Prove      | Kalex           |
| Jason Dupasquier   | 29 maggio 2021      | Gran Premio motociclistico d'Italia                                | Qualifiche | KTM             |